# Wardar Skopje (piłka ręczna mężczyzn)
RK Wardar Skopje (Rakometniot Klub Wardar Skopje) – macedoński klub piłki ręcznej mężczyzn z siedzibą w Skopju, założony w 1961, jako sekcja Klubu Sportowego Wardar Skopje.

## Sukcesy

### Krajowe
- Superliga macedońska:

Mistrzostwo (11): 1999, 2001, 2002, 2003, 2004, 2007, 2009, 2013
- Puchar Macedonii:

Tryumf (8): 1997, 2000, 2001, 2003, 2004, 2007, 2008, 2012, 2014

### Międzynarodowe
- Liga SEHA:

Mistrzostwo (2): 2012, 2014
Finał (1): 2013
- Puchar Zdobywców Pucharów EHF:

Półfinał (3): 1999, 2005, 2011
Ćwierćfinał (1): 2007
- Liga Mistrzów EHF

Mistrzostwo (2): 2017, 2019
Final Four (1): 2018
Ćwierćfinał (2): 2014, 2015

## Drużyna w sezonie 2023/2024
| Bramkarze - 1. Borko Ristovski - 12. Martin Tomovski - 99. Vasil Gogov Rozgrywający - 4. Tomislav Jagurinovski - 10. Andrej Dobrković - 11. Martin Karapalevski - 33. Leonardo Dutra - 64. Velko Markoski - 97. Marko Miševski - ?. Kosuke Yasuhira - ?. Hanser Rodríguez - ?. Nilton Melo - ?. Stefan Petrić | Skrzydłowi - 9. Goce Georgiewski - 45. Darko Đukić - 62. Mario Stojanovski - 77. Alen Kjosevski - ?. Marko Srdanović Obrotowi - 7. Mihail Alarov - 18. Milan Lazarevski - 55. Stefan Atanasovski |